# マレーナ・カリム
マレーナ・カリム（Mareena Karim、1989年または1990年 - ）は、アフガニスタンの女子陸上選手。彼女がまだ生後6か月の時に、暖炉の近くに置かれたことからひどい火傷をおい、両足の指を切断することになった。
裁縫を学ぶ傍らで、陸上競技の練習に励み、2004年にはアテネパラリンピックの代表として選ばれた。彼女はアフガニスタンからの初の女性パラリンピックの選手として、女子100メートルへの出場が決まった。予選では出場8人中8位に終わり、記録も18秒85で7位と4秒近くの大差に終わり、決勝へとコマを進めることはできず敗退した。
アテネパラリンピック出場当時は、北部同盟とターリバーンのカビサでの闘争を避けて、カーブルで8人の兄弟と10人の姉妹と共に暮らしていた。